# Roland Fryer
Pour les articles homonymes, voir Fryer.
Roland Gerhard Fryer, Jr., né le 4 juin 1977 à Daytona Beach en Floride, est un professeur d'économie à l'Université Harvard (États-Unis).Il travaille également au National Bureau of Economic Research et au W. E. B. Du Bois Research Institute (en). 
En janvier 2008, à l'âge de 30 ans, il devient le plus jeune afro-américain à jamais obtenir un poste à Harvard. Issu d'un milieu particulièrement défavorisé, Fryer est considéré comme l'une des étoiles montantes de Harvard et un exemple majeur d'ascension sociale. 
En 2016, il publie une large étude très relayée dans le presse montrant un biais racial dans l'usage de la force par la police mais uniquement sur les usages de force « modérée » (e.g. palpation, menottage), l'étude n'observe aucun  biais dans les cas plus graves comme les fusillades.

## Biographie

### Jeunesse
Fryer né le 4 juin 1977 à Daytona Beach (Floride). Dans une biographie de Fryer du The New York Times, intitulée « Toward a Unified Theory of Black America » publiée en mars 2005, son enfance y est décrite comme particulièrement difficile. Sa mère aurait quitté le foyer quand il était très jeune et il est élevé dans une branche de la famille impliquée dans le trafic de crack et dont presque tous les membres ont séjourné en prison.

### Parcours académique
Il rentre à l'université du Texas à Arlington (en) sur une bourse sportive et en sort diplômé en 1998 alors qu'il occupait un emploi à temps plein. Fryer soutient son doctorat en économie à l'université d'État de Pennsylvanie en 2002. Il effectue également un stage post-doctoral à l'université de Chicago, avec l'économiste Gary Becker. Fryer a collaboré avec plusieurs autres universitaires, dont Steven Levitt, de l'Université de Chicago, économiste et auteur de Freakonomics, Glenn Loury, un économiste de l'université Brown, et Edward Glaeser, un économiste urbain de Harvard.
Au terme de trois années de bourses d'études à la Harvard Society of Fellows, Fryer rejoint le département d'économie à Harvard comme professeur adjoint à la fin de l'année académique 2005-2006. Il devient par la suite directeur du laboratoire d'innovations en éducation.
En mai 2018 cependant, le journal étudiant The Harvard Crimson rapporte qu'il n'est plus autorisé à travailler dans son laboratoire à la suite d'une plainte pour harcèlement sexuel, dont il nie être coupable.
Fryer est élu au comité exécutif de l'American Economic Association en 2018, mais doit démissionner en décembre 2018 en raison des accusations de harcèlement dont il fait l'objet.

## Sujets de recherche
Ses recherches avec Steven Levitt portent principalement sur les différences raciales aux États-Unis. Dans Understanding the black-white test score gap in the first two years of school, ils démontrent que les importantes différences mesurées dans les performances cognitives des jeunes enfants noirs et blancs disparaissent une fois pris en compte un certain nombre de facteurs socio-économiques. Cette approche permet de rejeter l'idée qu'il s'agirait de différences biologiques. Dans The Causes and Consequences of Distinctively Black Names, ils s'intéressent au phénomène, influencé par le mouvement "Black Power", du choix de noms de plus en plus distinctifs au sein des communautés noires, surtout défavorisées, dans les années 1970. Ce phénomène ayant été contemporain d'une tendance à l'assimilation au sein de communautés noires plus favorisées, les prénoms afro-américains distinctifs constituent un marqueur socio-économique fort pour cette génération. Les auteurs montrent cependant que ces noms n'ont pas eu d'impact négatif sur les revenus futurs des enfants, si l'on contrôle pour le fait qu'ils ont été attribués dans des milieux socio-économiques spécifiques.
Il a également travaillé sur de nombreuses questions liées à l'éducation, et notamment sur l'intérêt d'améliorer les performances des écoles en rémunérant les enseignants, les étudiants et les parents en fonction de leur implication. Dans Teacher Incentives and Student Achievement: Evidence from New York City Public Schools, il mène une expérience à taille réelle au sein d'écoles publiques de la ville de New York. Il montre que les mécanismes visant à mieux rémunérer les enseignants dont les étudiants réussissent mieux n'ont pas d'impact significatif sur la performance des écoles. Une des explications proposées est que les enseignants eux-mêmes se montrent rétifs à mettre en œuvre des systèmes permettant de relier précisément la performance individuelle des étudiants et celle des enseignants. Dans Multitasking, Learning, and Incentives: A Cautionary Tale, il relate une expérience menée dans une cinquantaine d'écoles publiques de Houston, visant à offrir des récompenses monétaires aux enfants réussissant particulièrement bien certains tests de mathématiques, ainsi qu'aux parents s'investissant dans l'éducation de leurs enfants. Si l'effet immédiat des récompenses monétaires fut positif, les auteurs montrent que deux années après leur retrait, les conséquences sur les enfants initialement en difficulté sont néfastes. Là où les enfants initialement les plus doués ont profité des récompenses et amélioré leurs performances en mathématiques, les enfants en difficulté ont consacré toute leur énergie aux mathématiques, avec peu de succès, et ont par conséquent pris beaucoup de retard dans d'autres disciplines. Ces deux articles se montrent donc particulièrement réservés quant à l'intérêt de mettre en œuvre de tels schémas de rémunération des performances quand les résultats à mesurer sont complexes.
Plus récemment, il s'est intéressé (en collaboration avec Will Dobbie) au succès des charter schools aux États-Unis. Ils ont notamment montré que dans la zone scolaire de Harlem ces établissement gratuits, financés par le public, mais largement autonomes, avaient des effets bénéfiques à moyen terme. En particulier, les étudiants défavorisés inscrits (par lotterie) dans ces établissement ont de plus faibles chances d'être incarcérés dans le futur, et un plus faible nombre de grossesses adolescentes. Il a par la suite mené une expérience dans des écoles de faible niveau de Houston visant, avec succès, à mettre en œuvre certains des principes pédagogiques des meilleures charter schools.

### Etude de 2016 sur le biais racial dans l'usage de la force par la police
En juillet 2016, quelques jours après la fusillade de Dallas et dans un contexte tendu suivant la mort de deux Afro-Américains tués par des policiers,, Fryer publie les résultats d'une étude au long cours cherchant à établir si les policiers traitent différemment les suspects en fonction de leur couleur de peau. 
Ses résultats sont très largement repris et débattus dans la presse.  Ils montrent que, dans les dix grandes villes étudiées, les recours « modérés » à la force par les policiers (palpation, menottage, poussage au sol et usage de lacrymogène) sont plus fréquents avec les suspects noirs. Cependant, dans les cas de violence les plus graves (coups de feu tirés par la police), il n'existe pas de biais mesurable,,,,,.

## Prix et distinctions
- 2012 : Prix international Calvó-Armengol
- Il est le lauréat de la médaille John Bates Clark en 2015[20].

## Publications
- Roland G. Fryer Jr. et Steven D. Levitt, « Understanding the black-white test score gap in the first two years of school », The Review of Economics and Statistics, vol. 86, no 2,‎ mai 2004 (lire en ligne)
- Roland G. Fryer, Jr. et Steven D. Levitt, « The Causes and Consequences of Distinctively Black Names », Quarterly Journal of Economics,‎ 2004 (lire en ligne)
- (en) Roland Fryer et Steven Levitt, « Hatred and Profits: Under the Hood of the Ku Klux Klan », Quarterly Journal of Economics, vol. 127, no 4,‎ 2012, p. 1883-1925 (DOI 10.1093/qje/qjs028)
- Fryer, Roland G. Teacher incentives and student achievement: Evidence from New York City public schools. No. w16850. National Bureau of Economic Research, 2011.
- Fryer Jr, Roland G., and Richard T. Holden. Multitasking, learning, and incentives: a cautionary tale. No. w17752. National Bureau of Economic Research, 2012.